# Praomys rostratus
Praomys rostratus är en däggdjursart som först beskrevs av Miller 1900.  Praomys rostratus ingår i släktet afrikanska mjukpälsråttor, och familjen råttdjur. IUCN kategoriserar arten globalt som livskraftig. Inga underarter finns listade i Catalogue of Life.
Denna gnagare förekommer i västra Afrika från Gambia till Togo. Den lever i låglandet och i bergstrakter, troligen upp till 1400 meter över havet. Praomys rostratus vistas i olika slags skogar.
Arten är 9,7 till 13,4 cm lång (huvud och bål), svanslängden är 10,9 till 16,1 cm och vikten varierar mellan 30 och 67 g. Djuret har 2,5 till 2,9 cm långa bakfötter och 1,2 till 1,8 cm stora öron. Den mjuka pälsen på ovansidan ändrar sig från mörkbrun till rödbrun eller gulbrun under individens liv. Den ljusgråa undersidan blir nästan vit hos äldre exemplar. Den mörkbruna svansen med ljusa punkter är täckt av fjäll och några glest fördelade hår. Några hannar har en vit fläck eller strimma framför sin penis.
Djuret lever främst på marken men det kan klättra i trädens låga delar. Honor föder 2 till 4 ungar per kull.